# FK Okean Nakhodka
Maillots
L'Okean Nakhodka (en russe : «Океан» Находка) est un club russe de football basé à Nakhodka, dans le kraï du Primorié (Extrême-Orient russe).

## Historique
- 1979 : fondation du club

## Bilan sportif

### Classements en championnat
La frise ci-dessous résume les classements successifs du club en championnat.

### Bilan par saison
Légende
- Promotion en division supérieure
- Relégation en division inférieure

| Saison | Championnat | Championnat | Championnat | Championnat | Championnat | Championnat | Championnat | Championnat | Championnat | Championnat | Coupe d'URSS        |
| Saison | Division    | Pos         | Pts         | J           | V           | N           | D           | BP          | BC          | Diff        | Coupe d'URSS        |
| ------ | ----------- | ----------- | ----------- | ----------- | ----------- | ----------- | ----------- | ----------- | ----------- | ----------- | ------------------- |
| 1986   | 3e Zone 4   | 5e          | 27          | 26          | 8           | 11          | 7           | 23          | 21          | +2          | —                   |
| 1987   | 3e Zone 4   | 14e         | 19          | 28          | 5           | 9           | 14          | 27          | 35          | -8          | —                   |
| 1988   | 3e Zone 4   | 7e          | 32          | 30          | 11          | 10          | 9           | 22          | 21          | +1          | —                   |
| 1989   | 3e Zone 4   | 4e          | 44          | 36          | 17          | 10          | 9           | 50          | 30          | +20         | —                   |
| 1990   | 3e Est      | 3e          | 57          | 42          | 23          | 11          | 8           | 64          | 34          | +30         | —                   |
| 1991   | 3e Est      | 1er         | 61          | 42          | 27          | 7           | 8           | 68          | 33          | +35         | Deuxième tour       |
| Saison | Championnat | Championnat | Championnat | Championnat | Championnat | Championnat | Championnat | Championnat | Championnat | Championnat | Coupe de Russie     |
| Saison | Division    | Pos         | Pts         | J           | V           | N           | D           | BP          | BC          | Diff        | Coupe de Russie     |
| 1992   | 1re         | 13e         | 43          | 40          | 17          | 9           | 14          | 50          | 51          | -1          | —                   |
| 1993   | 1re         | 16e         | 28          | 34          | 10          | 8           | 16          | 28          | 40          | -12         | Huitièmes de finale |
| 1994   | 2e          | 15e         | 38          | 42          | 16          | 6           | 20          | 58          | 60          | -2          | Seizièmes de finale |
| 1995   | 2e          | 17e         | 50          | 42          | 15          | 5           | 22          | 43          | 56          | -13         | Troisième tour      |
| 1996   | 2e          | 19e         | 39          | 42          | 10          | 9           | 23          | 42          | 76          | -34         | Troisième tour      |
| 1997   | 3e Est      | 17e         | 23          | 34          | 6           | 5           | 23          | 27          | 84          | -57         | Troisième tour      |
| 1998   | 3e Est      | 13e         | 29          | 30          | 6           | 11          | 13          | 24          | 45          | -21         | Deuxième tour       |
| 1999   | 3e Est      | 12e         | 24          | 30          | 7           | 3           | 20          | 18          | 38          | -20         | Deuxième tour       |
| 2000   | 3e Est      | 5e          | 39          | 24          | 11          | 6           | 7           | 28          | 24          | +4          | Premier tour        |
| 2001   | 3e Est      | 9e          | 34          | 28          | 9           | 7           | 12          | 29          | 43          | -14         | Deuxième tour       |
| 2002   | 3e Est      | 11e         | 38          | 30          | 10          | 8           | 12          | 28          | 26          | +2          | Troisième tour      |
| 2003   | 3e Est      | 8e          | 35          | 24          | 10          | 5           | 9           | 20          | 24          | -4          | Deuxième tour       |
| 2004   | 3e Est      | 7e          | 29          | 27          | 7           | 8           | 12          | 23          | 34          | -11         | Deuxième tour       |
| 2005   | 3e Est      | 2e          | 66          | 30          | 21          | 3           | 6           | 58          | 17          | +41         | Troisième tour      |
| 2006   | 3e Est      | 3e          | 63          | 36          | 19          | 6           | 11          | 52          | 38          | +14         | Seizièmes de finale |
| 2007   | 3e Est      | 7e          | 40          | 30          | 11          | 7           | 12          | 36          | 36          | 0           | Troisième tour      |
| 2008   | 3e Est      | 7e          | 34          | 27          | 8           | 10          | 9           | 22          | 28          | -6          | Troisième tour      |
| 2009   | 3e Est      | 9e          | 13          | 27          | 3           | 4           | 20          | 51          | 53          | -2          | Deuxième tour       |
| 2010   | 3e Est      | 11e         | 14          | 30          | 2           | 8           | 20          | 18          | 58          | -40         | Troisième tour      |
| 2011   | 5e Primorié | 3e          | 52          | 24          | 17          | 4           | 3           | 79          | 27          | +52         | Quatrième tour      |
| 2012   | 5e Primorié | 4e          | 31          | 18          | 9           | 4           | 5           | 33          | 23          | +10         | —                   |
| 2013   | 5e Primorié | 4e          | 21          | 14          | 6           | 3           | 5           | 28          | 18          | +10         | —                   |
| 2014   | 5e Primorié | 1er         | 68          | 24          | 22          | 2           | 0           | 138         | 15          | +123        | —                   |
| 2015   | 5e Primorié | 7e          | 23          | 20          | 7           | 2           | 11          | 30          | 55          | -25         | —                   |
| 2016   | 5e Primorié | 7e          | 16          | 16          | 5           | 1           | 10          | 30          | 43          | -13         | —                   |

## Joueurs emblématiques
Les joueurs internationaux suivants ont joué pour le club. Ceux ayant évolué en équipe nationale lors de leur passage à l'Okean sont marqués en gras.
- Sergei Sokolov
- Konstantin Ledovskikh
- Viktor Faïzouline
- Rifäd Timraliýew
- Sergey Lushan
- Andrei Rezantsev